# Аношин, Михаил Семёнович
Михаил Семёнович Аношин (8 ноября 1899, Шепелевка — после 1968, Саратов) — советский государственный и партийный деятель, председатель Саратовского областного суда (1956—1968). Участник Гражданской и Великой Отечественной войн.

## Биография
Михаил Семёнович Аношин родился 8 ноября 1899 года в селе Шепелевка Балашовского уезда Саратовской губернии в крестьянской семье.
- 1917 год — окончил Балашовское уездное училище.
- 1917 год — 1919 год — работал секретарём волисполкома.
- 1919 год — 1922 год — участие в Гражданской войне на Восточном и Кавказском фронтах.
- 1922 год — 1931 год — секретарь, затем заведующий финансовым и земельным отделами райисполкомов Саратовской области.
- 1931 год — 1941 год — народный судья Ртищевского района, затем юрисконсульт и главный арбитр Саратовского облисполкома.
- 1941 год — 1946 год — участие в Великой Отечественной войне в качестве комиссара батальона, заместителя командира полка по политической части, заместитель начальника политотдела дивизии. Демобилизован в звании капитана.
- 1946 год — 1950 год — старший нотариус, затем член Саратовского областного суда.
- 1950 год — 1956 год — начальник Управления Министерства юстиции по Саратовской области, депутат Саратовского городского совета депутатов трудящихся, председатель ревизионной комиссии Саратовского обкома КПСС.
- 1956 год — 1968 год — председатель Саратовского областного суда.
- 1968 год — освобождён от должности председателя Саратовского областного суда в связи с выходом на пенсию.

Умер в Саратове после 1968 года.

## Награды
- Орден «Знак Почёта» (1967)
- Медаль «За победу над Германией в Великой Отечественной войне 1941—1945 гг.» (9.8.1945)[1]